# Équipe cycliste Smurfit Westrock
L'équipe cycliste Smurfit Westrock est une équipe cycliste féminine britannique créée en 2022. Elle évolue depuis 2024 sur le circuit continental UCI. 

## Histoire

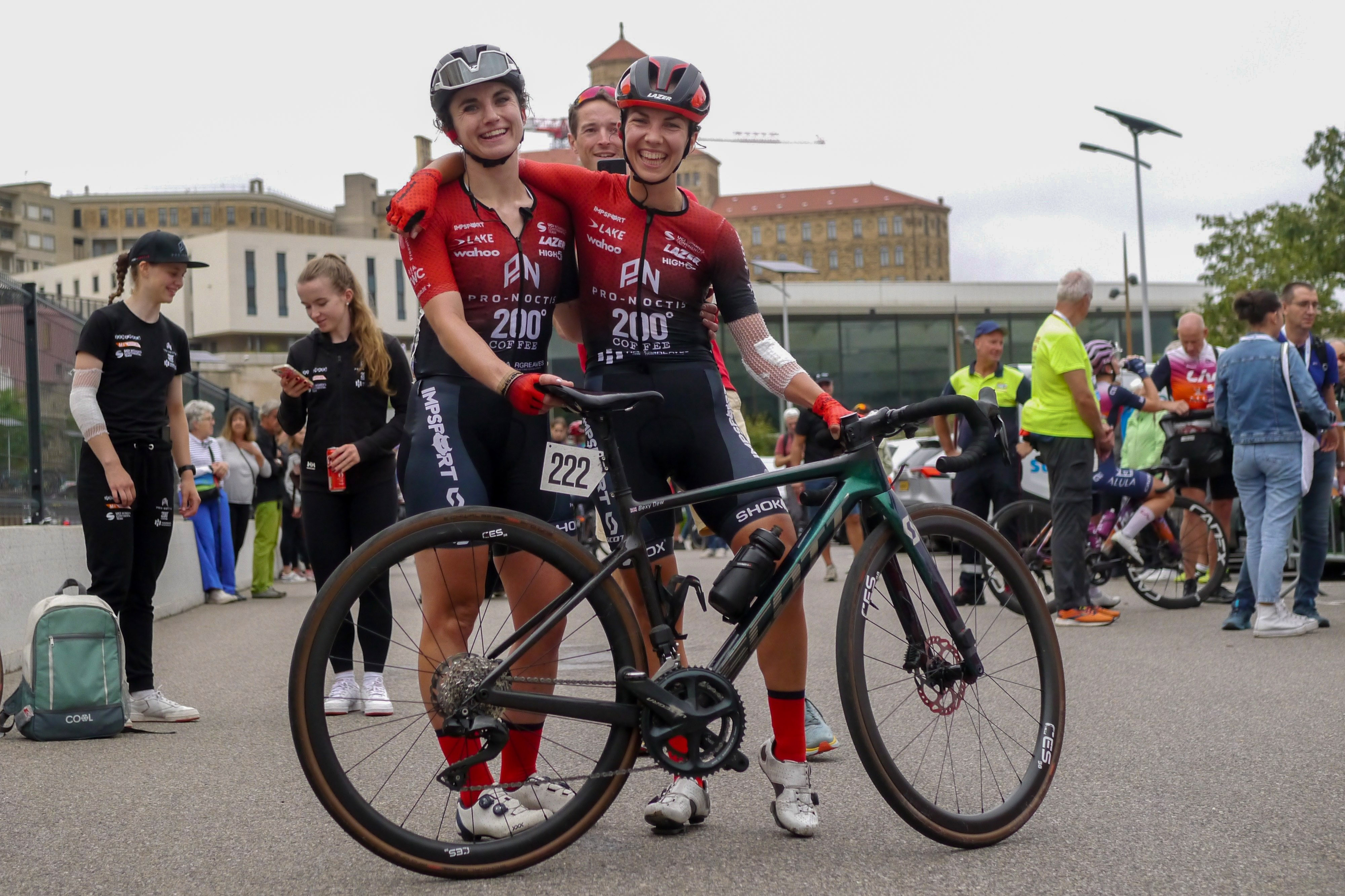
Les coureuses de Pro-Noctis à l'arrivée de la 6e étape du TCFIA 2024

L'équipe Finish Line Racing est créée en 2022. Finish Line Racing est le nom de la structure, mais dès la première saison elle porte le nom de ses sponsors titres, à savoir Pro-Noctis-Rotor-Rechilli Bikes. Elle est alors une équipe amateur, évoluant dans le calendrier de courses britannique.
Pour la saison 2024, l'équipe monte sur le circuit continental UCI. Elle participe notamment au tour de Grande-Bretagne et au TCFIA.
Au mois de mai, l'équipe annonce avoir des difficultés financières, notamment dues au Brexit. Il lui manquerait 10 000 livres, et fait appel à un financement participatif. Au mois de juillet, le sponsor Pro-Noctis annonce retirer son engagement à la fin de la saison, l'équipe est donc menacée de disparaître. Finalement, l'arrivée du sponsor Smurfit Westrock sauve l'équipe, qui peut rester au niveau continental pour la saison 2025.
Pour la saison 2025, l'équipe se renforce avec l'arrivée de la championne de Grande-Bretagne junior Amelia Cebak ou encore Alex Morrice, vainqueur de la Zwift Academy 2022, qui évoluait dans l'équipe de développement de l'équipe World Tour Canyon//SRAM.

## Partenaires
La structure Finish Line Racing a d'abord été soutenue par la société Pro-Noctis, spécialisée dans le consulting et la formation.
À partir de la saison 2025, c'est le spécialiste irlandais du carton d'emballage Smurfit Westrock qui soutient l'équipe.

## Équipe actuelle
| Effectif 2025            | Effectif 2025     | Effectif 2025 | Effectif 2025                            |
| Cycliste                 | Date de naissance | Pays          | Équipe précédente                        |
| ------------------------ | ----------------- | ------------- | ---------------------------------------- |
| Sian Botteley            | 30 mai 1996       | Royaume-Uni   | DAS-Hutchinson-Brother UK (2024)         |
| Amelia Cebak             | 6 janvier 2006    | Royaume-Uni   | Tofauti Everyone Active (2024)           |
| Alice Colling            | 30 mai 2006       | Royaume-Uni   |                                          |
| Bexy Dew                 | 17 juillet 1993   | Royaume-Uni   |                                          |
| Lucy Ellmore             | 2 décembre 2002   | Royaume-Uni   |                                          |
| Lucy Gadd                | 9 juin 2001       | Royaume-Uni   | Stade Rochelais Charente-Maritime (2023) |
| Lucy Glover              | 8 février 2006    | Royaume-Uni   | Shibden Hope Tech Apex (2024)            |
| Lucy Harris              | 23 juin 1993      | Royaume-Uni   | Awol O'Shea (2023)                       |
| Alex Morrice             | 25 avril 2000     | Royaume-Uni   | Canyon-SRAM Racing (2024)                |
| Niamh Murphy             | 30 août 2005      | Royaume-Uni   | Doltcini O'Shea (2024)                   |
| Lucy Nelson              | 30 août 2000      | Royaume-Uni   |                                          |
| Annabel Ramsay           | 3 octobre 2003    | Royaume-Uni   |                                          |
| Grace Reynolds           | 7 mai 2025        | Irlande       |                                          |
| Jo Tindley               | 1 mai 1987        | Royaume-Uni   | Cams Basso (2021)                        |
|                          |                   |               |                                          |
| Source : ProCyclingStats |                   |               |                                          |